# Mass Production
Mass Production – amerykański zespół, grający połączenie funk i disco. Założony w Richmond w stanie Wirginia. Najbardziej znany utwór, to „Firecracker” z 1979 roku. W 1989 roku zespół 2 Live Crew wykorzystał jego fragmenty, jako sample w swojej piosence „Me So Horny”. Grupa Mass Production miała także kilka mniejszych hitów R&B w późnych latach siedemdziesiątych i wczesnych osiemdziesiątych. Zespół istniał jeszcze przez kilka lat, tworząc mniejsze przeboje, po czym jej członkowie podjęli decyzję o rozwiązaniu w 1983 roku.

## Skład
- LeCoy Bryant
- Kevin Douglas
- James Drumgole
- Agnes „Tiny” Kelly
- Larry Marshall
- Gregory McCoy
- Emmanuel Redding
- Ricardo Williams
- Samuel Williams
- Tyrone Williams